# North Side (Anguilla)
North Side – miejscowość i dystrykt na Anguilli. W 2001 liczyła około 1195 mieszkańców.